# Hochschule Luzern
Die Hochschule Luzern (HSLU) ist eine öffentlich-rechtliche Fachhochschule im schweizerischen Luzern. Sie wurde 1997 unter dem Namen «Fachhochschule Zentralschweiz» (FHZ) gegründet und ist die grösste Bildungsinstitution der Zentralschweiz.
8333 Studierende besuchten im Jahr 2021 einen Bachelor- oder einen Master-Studiengang. 5253 Personen nahmen an einem Weiterbildungsprogramm der Hochschule Luzern teil (MAS, DAS, CAS). 403 Projekte wurden im Jahr 2021 in Forschung- und Entwicklung neu gestartet. Rektorin ist seit 1. Dezember 2022 Barbara Bader.

## Geschichte

Altes Logo bis 2021

Die Hochschule wurde 1997 unter dem Namen «Fachhochschule Zentralschweiz» (FHZ) gegründet. Sie basiert auf dem Fachhochschulgesetz des Bundes und dem Fachhochschul-Konkordat der sechs Zentralschweizer Kantone Luzern, Uri, Schwyz, Obwalden, Nidwalden und Zug. Seit 2001 wird die Fachhochschule Zentralschweiz unter der Bezeichnung «Hochschule Luzern» geführt, und seit dem 15. Oktober 2007 treten die fünf Teilschulen der Fachhochschule Zentralschweiz auch nach aussen gemeinsam unter dem Namen «Hochschule Luzern» auf. Seit der Gründung standen die Departemente Technik & Architektur, Wirtschaft und Design & Kunst unter der Trägerschaft des Kantons Luzern, und die Departemente Musik und Soziale Arbeit wurden von Stiftungen getragen. 2013 wurde die gesamte Fachhochschule unter eine einheitliche Trägerschaft der sechs Kantone gestellt. 2016 wurde das Departement Informatik gegründet.

## Departemente
Die Hochschule Luzern setzt sich aus sechs Departementen (zuvor als Teilschulen bezeichnet) zusammen. Viele davon können jeweils auf eine längere Geschichte zurückblicken als die Hochschule Luzern selbst. Das Departement Informatik mit Standort Rotkreuz im Kanton Zug wurde 2016 gegründet. Es entstand aus der Zusammenlegung der Abteilung Informatik des Departements Technik & Architektur und der Wirtschaftsinformatik des Departements Wirtschaft.

### Hochschule Luzern – Technik & Architektur

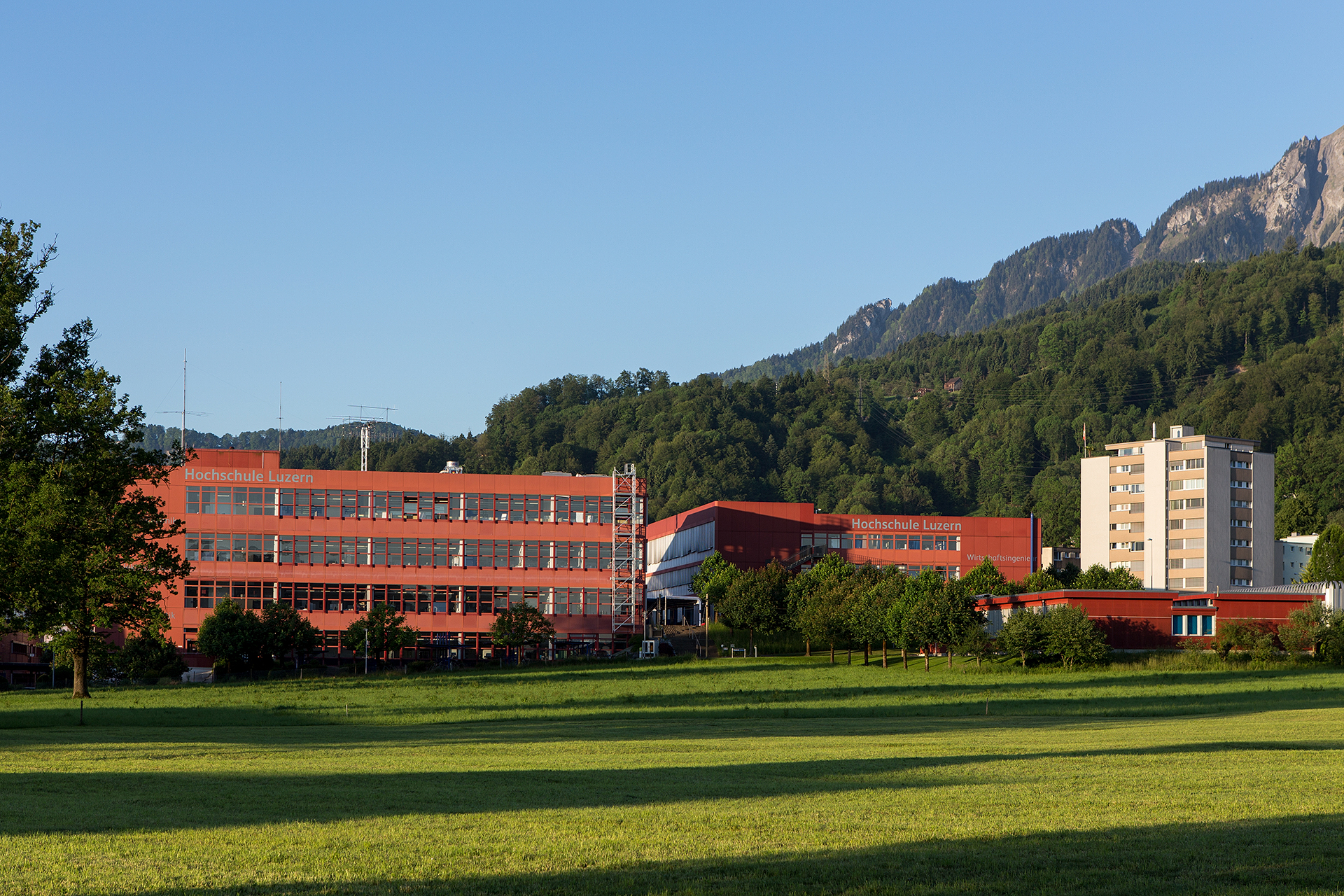
Departement Technik & Architektur in Horw

Das Departement Technik & Architektur befindet sich in Horw bei Luzern. Das Departement geht zurück auf das 1946 gegründete Abendtechnikum der Innerschweiz (ATIS) und das 1958 gegründete Zentralschweizerische Technikum Luzern (ZTL). Vor der Gründung der Hochschule Luzern hiess diese Organisationseinheit zuletzt Hochschule für Technik und Architektur (HTA). Am Departement Technik & Architektur der Hochschule Luzern sind 1930 Studierende eingeschrieben (Stand 2020). Es umfasst die neun Institute Architektur, Innenarchitektur, Bauingenieurwesen, Gebäudetechnik und Energie, Elektrotechnik, Maschinen- und Energietechnik, Innovation und Technologiemanagement, Medizintechnik sowie Natur- und Geisteswissenschaften. Direktor ist Viktor Sigrist, ab 1. August 2025 folgt ihm Manfred Huber.
Es werden neun Bachelor-Studiengänge angeboten, wobei in sechs Studiengängen zwischen mehreren Studienrichtungen gewählt werden kann:
- Architektur
- Innenarchitektur Bauingenieurwesen. Studienrichtungen: Konstruktion und Tragwerk, Verkehr und Wasser, Gebäudehülle
- Gebäudetechnik | Energie. Studienrichtungen: Heizung-Lüftung-Klima-Sanitär (HLKS), Gebäude-Elektroengineering (GEE)
- Elektrotechnik und Informationstechnologie. Studienrichtungen: Energie- und Antriebssysteme, Nachrichtentechnik/Signal Processing, Technische Informatik, Mechatronik/Automation/Robotik
- Maschinentechnik. Studienrichtungen: Energien, Fluide & Prozesse; Produktentwicklung & Mechatronik
- Wirtschaftsingenieur | Innovation. Studienrichtungen: Product Management and New Business Development, Operations Management, Sales and Marketing Management
- Medizintechnik
- Energie- und Umwelttechnik
- Digital Construction (seit 2020)[9]
- Digital Engineering (seit 2020)[10]

Daneben umfasst das Angebot die zwei Master-Studiengänge Architektur und Engineering.

#### Weiterbildung
Die Hochschule Luzern – Technik & Architektur bietet MAS/DAS/CAS-Studienprogramme unter anderem in Bauökonomie, Wirtschaftsingenieur, Energie und Nachhaltigkeit im Bau (ENBau), Informations- und Kommunikationstechnologie (ICT), IT Network Manager, Designingenieur, Gebäudebewirtschaftung, Software-Engineering an. Das CAS Projektmanager Bau ist die Kaderfortbildung der Schweizer Bauindustrie. Die Hochschule Luzern – Technik & Architektur ist Sitz der Geschäftsstelle ENBau, eines Weiterbildungsangebots mit den Fachhochschulen Nordwestschweiz, Bern, Zürich und Chur und dem Bundesamt für Energie (BFE).

#### Kompetenzzentren
Die Kompetenzzentren (Competence Centers) der Hochschule Luzern – Technik & Architektur betreiben angewandte Forschung und bieten verschiedene Dienstleistungen in folgenden Bereichen an:
- Autonomous Systems and Robotics – Automation, Signalverarbeitung, Robotik, Elektronik
- Bioscience and Medical Engineering – Biomedizinische Weltraumforschung und Technik
- Business Engineering – Gesamtheitliche Lösungen für eine lebenswerte Zukunft
- Digital Energy and Electric Power – Digitale und elektrische Energiesysteme, Leistungselektronik und Advanced Analytics
- Fluidmechanik und numerische Methoden – Strömung im Fokus
- Gebäudehülle und Ingenieurbau – Konstruktion, Energie und Architektur im Einklang
- Gebäudetechnik und Energie – Energieeffizientes Bauen
- iHomeLab – Denkfabrik und Forschungszentrum für Gebäudeintelligenz
- Innenarchitektur – Planung und Umsetzung von bedürfnisgerechten Räumen
- Intelligent Sensors and Networks  – Echtzeit- und hochzuverlässige Daten- und Sensor-Netze
- Konstruktiver Ingenieurbau – Effiziente und nachhaltige Konstruktionen
- Mechanische Systeme – Ganzheitliche und effiziente Gestaltung mechanischer Systeme
- Thermische Energiespeicher – Forschung rund um Wärme und Kälte
- Thermische Energiesysteme und Verfahrenstechnik – Forschung für die Energiewende
- Typologie & Planung in Architektur – Transformation von Gebäuden und Quartieren
- Forschungsgruppe Energiewirtschaft – Ökonomische Lösungen für die Energiewirtschaft

### Hochschule Luzern – Informatik
2016 wurde als sechstes Departement Informatik mit Standort Rotkreuz im Kanton Zug gegründet. Dieses Departement ging hervor aus der Abteilung für Informatik des Departments Technik & Architektur und des Instituts für Wirtschaftsinformatik des Departements Wirtschaft. Direktor ist René Hüsler, der vormalige Direktor des Departements Technik & Architektur.
Ausbildung
Die Hochschule Luzern – Informatik bietet sechs Studiengänge an:
- Digital Ideation
- Informatik mit den Studienrichtungen Artificial Intelligence & Visual Computing, Data Engineering & Data Science, Human Computer Interaction Design, Informatik PLUS, IT Operation & Security, Software Development – Mobile und Software Development – Web
- Wirtschaftsinformatik mit den Studienrichtungen Business Analyst, Data Engineering & Data Science, Digital Business, Human Computer Interaction Design, Informatik PLUS, IT Operation & Security
- Information & Cyber Security
- Artificial Intelligence & Machine Learning
- International IT Management

Weiter umfasst das Angebot die Master-Studiengänge:
- Wirtschaftsinformatik
- Engineering
- Digital Ideation
- Fachdidaktik Medien und Informatik
- IT / Digitalization / Sustainability

### Hochschule Luzern – Wirtschaft
Das Departement Wirtschaft befindet sich in Luzern und Zug. Direktorin ist Christine Böckelmann.
Die Hochschule Luzern – Wirtschaft bietet sechs Bachelor of Science-Studiengänge an:
- Business Administration
- International Business Administration
- Business Psychology
- International Sustainable Tourism
- Mobility, Data Science and Economics
- Nur für Studierende und Absolventinnen/Absolventen der Schweizerischen Hotelfachschule Luzern (SHL)[12]: Betriebsökonomie mit Major in Hospitality Management SHL

Ausserdem werden sechs Master of Science-Studiengänge mit verschiedenen Vertiefungsrichtungen (Majors) angeboten:
- Applied Information and Data Science
- Banking and Finance
- Business Administration
- Business Psychology
- International Financial Management
- Real Estate

#### Weiterbildung
Die Hochschule Luzern – Wirtschaft bietet 1 Executive MBA, 24 Master of Advanced Studies MAS, 5 Diploma of Advanced Studies DAS, 50 Certificate of Advanced Studies CAS sowie andere Angebote wie Lehrgänge oder Vorbereitungskurse an.

#### Institute
Die vier Institute sind in den Bereichen der Lehre, Weiterbildung, angewandten Forschung und Entwicklung sowie der Dienstleistungen tätig:
- Institut für Betriebs- und Regionalökonomie IBR
- Institut für Finanzdienstleistungen Zug IFZ
- Institut für Kommunikation und Marketing IKM
- Institut für Tourismus und Mobilität ITM

### Hochschule Luzern – Soziale Arbeit
Das Departement Soziale Arbeit befindet sich in Luzern. Es entstand 1995 durch die Fusion der drei höheren Fachschulen Abendschule für Soziale Arbeit ASL, Höhere Fachschule für Sozialarbeit HFS und Höhere Fachschule für Soziokulturelle Animation HFA. Die Gründungsgeschichte des Departements geht bis auf das Jahr 1918 zurück, wo in Luzern die Schweizerische Sozial-Caritative Frauenschule als erste Schweizer Bildungsstätte für soziale Arbeit eröffnet wurde. Entsprechend wurde 2018 das 100-Jahr-Jubiläum gefeiert.
Direktorin der Hochschule Luzern – Soziale Arbeit ist Dorothee Guggisberg. Die Hochschule Luzern – Soziale Arbeit gehört mit 135 Mitarbeitenden, 800 Studierenden in der Ausbildung und rund 1800 Studierenden in der Weiterbildung (Stand 2019) zu den grösseren Hochschulen für Soziale Arbeit. Im Bachelor-Studium bietet sie als einzige Hochschule in der Deutschschweiz die Studienrichtung Soziokulturelle Animation an.
Der Bachelor-Studiengang Soziale Arbeit umfasst die drei Studienrichtungen Sozialarbeit, Soziokultur und Sozialpädagogik. Seit 2022 bietet das Departement den Studiengang «Neue Konzepte und Innovation» an.
Darüber hinaus bietet das Departement den Master-Studiengang Soziale Arbeit sowie verschiedene Weiterbildungen an (Master of Advanced Studies MAS, Diploma of Advanced Studies DAS, Certificate of Advanced Studies CAS, Fachkurse, Fachseminare):
- Arbeitsintegration
- Behinderung und Lebensqualität
- Bildung, Erziehung und Betreuung
- Kindes-, Erwachsenen- und Opferschutz
- Methoden und Verfahren der Sozialen Arbeit
- Prävention und Gesundheit
- Soziale Sicherheit
- Sozialmanagement, Sozialpolitik und Generationen
- Soziokulturelle Gemeinde-, Stadt- und Regionalentwicklung

Beiträge zur Theorie und Praxis Sozialer Arbeit werden im eigenen interact Verlag publiziert.

### Hochschule Luzern – Design Film Kunst
Das Departement Design Film Kunst (bis 2023: Design & Kunst)  in Luzern ist mit der Gründung 1877 die älteste Kunsthochschule der Schweiz. Der bekannte Nidwaldner Maler Johann Melchior Wyrsch schlug dem Rat von Luzern 1783 vor, eine Zeichenschule zu gründen, und nahm 1784 den Unterricht auf. Einer seiner Nachfolger als Zeichenlehrer, Seraphin Weingartner, entwickelte ein neues Schulkonzept und gründete 1877 aus der Zeichenschule die Kunstgewerbeschule Luzern. Nach dem Zweiten Weltkrieg änderte sich das Profil der Kunstgewerbeschulen in der Schweiz, vor allem durch die Rezeption der am Bauhaus entwickelten Ausbildungsmethoden. Ab 1972 nannte sich die Bildungseinrichtung Schule für Gestaltung und ab 1984 wurden Ausbildungen auf Tertiärstufe angeboten als Höhere Fachschule für Gestaltung (HFG). 1988 wurde in Luzern das erste Diplom dieser Stufe erteilt. Ab 1995 erhielt die Schule einen neuen Status als Hochschule für Gestaltung und Kunst im Sinne einer Fachhochschule und ist seit 2007 Teil der Hochschule Luzern.
Bis November 2019 war das Departement auf mehrere Standorte in Luzern verteilt und zog dann in neue Räumlichkeiten in der Viscosistadt auf dem Areal der ehemaligen Viscosuisse in Emmenbrücke um.
Direktorin ist seit 1. März 2022 Jacqueline Holzer.

#### Studienangebot
- Gestalterischer Vorkurs

- Vier Bachelor-Studiengänge:
  - Visuelle Kommunikation mit den Studienrichtungen Camera Arts, Data Design + Art, Digital Ideation, Graphic Design, Illustration (Fiction/Nonfiction)
  - Produkt- und Industriedesign mit den Studienrichtungen: Design Management International, Objektdesign, Spatial Design, Textildesign
  - Kunst & Vermittlung
  - Film: Animation, Video

- Sieben Master-Studiengänge in drei Bereichen:
  - Master of Arts in Design, Digital Ideation, Service Design und Eco-Social Design
  - Master of Arts in Kunst; mit den Majors Art in Public Spheres (MAPS), Major Critical Image Practices (CIP) und Major Art Teaching (MAT)
  - Master of Arts in Film und Master of Arts in Animation

- Weiterbildung:
  - CAS Designing Digital Futures
  - CAS Green Consultant
  - CAS Design Management
  - Diverse Kurse

### Hochschule Luzern – Musik
Das Departement Musik entstand 1999 unter dem Namen Musikhochschule Luzern durch den Zusammenschluss des Konservatoriums, der Akademie für Schul- und Kirchenmusik sowie der Jazz Schule Luzern. Die Geschichte des Departements ist eng mit der Luzerner Festival-Tradition verbunden. Neben einer starken Kirchenmusik-Tradition verfügt das Departement auch über die wichtigste Ausbildungsstätte für improvisierte Musik und zeitgenössischen Jazz in der Schweiz. Seit September 2019 wird die Hochschule Luzern – Musik von Valentin Gloor geführt, er folgte auf Michael Kaufmann.  Im Jahr 2020 vereinte das Departement seine vorherigen vier Standorte unter einem Dach: Der Neubau befindet sich auf dem Campus Südpol in Kriens. Von grosser Bedeutung ist die breite Vernetzung im kulturellen Umfeld: Lucerne Festival Academy, Luzerner Sinfonieorchester (LSO) und das Luzerner Theater. Die praktische künstlerische Tätigkeit auf der Bühne ist integraler Bestandteil des Studiums.
Das Ausbildungsangebot ermöglicht den Absolventen einen grossen Spielraum in der Fächerkombination. Es werden die vier Bachelor-Studiengänge (Bachelor of Arts) angeboten:
- Musik in den Profilen Klassik oder Jazz mit den Schwerpunkten Kirchenmusik und Musik und Bewegung sowie Blasmusikdirektion, Schwerpunkte: Improvisation, Volksmusik, Komposition sowie Dirigieren/Schulmusik
- Kirchenmusik
- Musik und Bewegung
- Blasmusikdirektion

Zusätzlich gibt es die zwei Master-Studiengänge Music und Musikpädagogik. Spezialisierungen sind möglich u. a. in den Studienrichtungen Klassik, Jazz, Volksmusik, Performance, Orchester, Kammermusik, Solo Performance, Interpretation in Contemporary Music, Music and Art Performance, Komposition, Dirigieren, Kirchenmusik sowie Instrumental-/Vokalpädagogik, Schulmusik II und Musiktheorie.

#### Weiterbildung, Forschung und Entwicklung
Die berufsbegleitenden Nachdiplomstudiengänge des Departements Musik schliessen mit einem Master of Advanced Studies MAS, Diploma of Advanced Studies DAS oder Certificate of Advanced Studies CAS ab. In enger Verbindung mit der Ausbildung und der Musizierpraxis werden Projekte im Rahmen von Forschung & Entwicklung konzipiert und durchgeführt.